# 日産・ルネッサ
ルネッサ（R'NESSA）は、日産自動車が販売していたステーションワゴンである。生産は栃木工場で行われていた。

## 解説
開発コンセプトは「人間中心」、キャッチフレーズは「パッケージ ルネッサンス、車輪の上の自由空間。」であった。車名も「ルネッサンス」にかけたものである。
ブルーバードをベースに開発されており、後に登場するプレサージュおよびバサラとシャシーを共有している。
日産は「マルチ・アメニティー・ビークル」（MAV）と称し、ステーションワゴンのひとつとして分類しているが、各種メディアからはミニバン、クロスオーバーSUV、ハッチバック、トールワゴンに分類されることもある。また一部メディアやユーザーからは同車をステーションワゴンやミニバンにも分類せず、かつて販売されていた初代プレーリー等と同様に「新感覚のセダン」と称する事もあった。
フロントとリアドアの後ろの両サイドにはルネッサの「R」をモチーフにしたエンブレムが装着されている。また、フロントグリルはダイアゴナルメッシュタイプで、ブルーバードのスポーティーグレード「SSS」に似せたデザインであるなど、ファミリー向けながらかなりアグレッシブな顔つきとなっている。
もともとは米国カリフォルニア州向けの電気自動車であるアルトラEV（Altra EV）の副産物ともいえる車種で、2,800 mmにも及ぶ長大なホイールベースや、二重構造の高床なども、全て電池の搭載を考慮したものである。なお、このホイールベース値はFR車のセドリック/グロリアなどと同じ数値である。
二重底かつ高床方式のため、室内床面は非常に高い反面、室内高は不足気味で、足を投げ出し上体を寝かせた着座姿勢とすることで居住空間を捻出しており、乗降性も決して良いとはいえない。また、後席には570 mmものロングスライドが与えられており、前席とのヒップポイント間寸法は最大で1 mを超える。この前後長を生かし、一部グレードの前席は回転対座式となっており、「リムジンシート」と銘打っていた。前後席の間のあまり意味のない空間だけが広大で、実際の居住性は良くない。前席にはゆとりが無く、適切な運転姿勢が取りづらく、後席はシートベルトの位置を適切に合わせることが困難で、安全性をも犠牲にしてしまっていた。
アルトラEVと、1998年（平成10年）に日本国内で販売されたルネッサEV（EVN30型）では、床下に12個のソニー製リチウムイオン電池を格納する。一回の充電時間は約5時間で、航続距離は10・15モードで230 km、充放電サイクルは1,000回以上、重量は360 kgとなっている。モーターはネオジム磁石を用いた62 kWの同期モーターとされ、小型で許容回転数を16,000 rpmと高めることで効率を改善している。充電方法は、北米のインフラに合わせたインダクティブ式を採用している。
CMには、日本の成人男性の平均的な体格よりも大柄な身長180cm前後である江川卓、桑名正博、内藤剛志並びにその3者の子供という設定の当時10代半ば程度の子役タレントら（笠原秀幸他男女3人）が出演し、彼らが後席で踏ん反り返ったりしながら室内の広さをアピールするという内容であった。1998年（平成10年）に放送されたバージョンでは、内藤本人が私生活でルネッサを購入したことから、その内容が反映されていた。

## 型式 N30型（1997年-2001年）
- 1997年
  - 10月22日 - 第32回東京モーターショー開幕（一般公開は25日から）。日産自動車は「“パッケージ・ルネッサンス”～車輪の上の自由空間～」をコンセプトに開発したM.A.V（マルチ・アメニティ・ビークル）として「ルネッサ」を発表。

「セダンの乗り心地、ワゴンの積載性、ミニバンの解放感をミックス」を謳い文句としており、同日より全国一斉発売。専用外観を持つオーテックジャパン架装のAXISも同時発表。月販目標は6,500台。取り扱いは日産店とサニー店。発表展示会は25・26日に行われた。ターゲットは子供の居る30代から40代の核家族層や子供の居ない夫婦、一方GTターボ等のスポーツグレードはファミリー層のみならず、20代から30代の若年層やカップルもターゲットとしていた。
全てのグレードが直列4気筒DOHCガソリンエンジンを横置き搭載する。2.0 LSR20DE型、2.0 Lターボ付SR20DET型、および2.4 LKA24DE型の三種。重量区分はエンジン毎に異なり、2.0 LSR20DE型のみ1.5t以内に収まっているが、他は1.5tを超えているため、重量税はかなりの差がある。
全長は4,680mmで5ナンバーサイズにかろうじて収まっているが、全幅が1,765mm[注釈 3]とワイドなため、3ナンバー登録となる。アクシスは全幅は標準仕様と同一だが、全長が4,700mmを超えているため（4,740mm）、完全な3ナンバーサイズとなる。
グレードは上からGTターボ（スポーツタイプ）、X（ラグジュアリータイプ）、G（スタンダードタイプ）、B（ベーシックタイプ）。Bグレードのみエアコンが標準装備されず[注釈 4]、ほかはオートエアコンが標準装備されていた。
サスペンションはフロントがマクファーソン・ストラット、リアはセフィーロ、プレサージュ、ブルーバードなどと同じマルチリンクビーム式。
前述の通り、ステーションワゴン・ミニバン・SUV・ハッチバック・トールワゴンと分類はまちまちであり、それらのクロスオーバー的な車と見なす者もいる。ポジションとしてはステーションワゴンとして考えればアベニールとセフィーロワゴンの中間、ミニバンとして考えればセレナやラルゴやプレーリージョイ（1998年以降はプレーリーリバティ→2001年以降はリバティ）とほぼ同じポジション乃至は前述3車と派生車であるプレサージュ/バサラの中間、SUVとして考えればラシーンとテラノの中間、ハッチバックやトールワゴンとして考えれば同車が最上級車種となる。
  - 11月17日 - 第18回（'97-'98）日本カー・オブ・ザ・イヤーが決定[注釈 5]、ルネッサも選出される。
- 1998年
  - 5月11日 - 特別仕様車「ブラック リミテッド」を発売。「G」をベースに、スーパーブラックの専用色、GTターボと同意匠のエアロパーツ、15インチアルミホイールなどの専用装備を施し、本来のターゲットであるファミリー層や夫婦層のみならず、20代から30代の若者もターゲットとしていた。価格はベース車より5万円アップの、2WDが214万8千円、4WDが236万8千円となる（共に東京地区）。
  - 5月13日 - ルネッサEVを発表。3年リースで月額約27万円。
  - 9月24日 - 日産がアルトラEVによる「ミシュラン・ビバンダム・チャレンジ」参戦を発表。ドライバーはステファン・ペテランセル。現地時間24日に仏クレルモンフェランをスタート、27日朝にパリのコンコルド広場でゴールとなる、全行程450kmのラリー。電気自動車部門でアルトラEVは、走行距離、加速、居住性の3項目で1位を獲得[1]。
  - 11月24日 - ハイパーCVTを搭載した特別仕様車「Xリミテッド」「Gリミテッド」追加。「ブラックリミテッド」同様、GTターボと同意匠のフロントエアロバンパー、バンパー組込みフォグランプ、サイドシルプロテクター、4本スポークステアリング（抗菌仕様、スポーツタイプ）などに加え、クロームカラーコートの15インチアルミホイールを装備し、さらにスポーティなスタイリングとなっており、ブラックリミテッドに続いてこちらもファミリー層や夫婦層のみならず、20代から30代の若者もターゲットとしていた。
  - 12月29日 - 米ロサンゼルスオートショー開幕（一般公開は翌1月2日から）。日産はルネッサEVの輸出仕様、「アルトラEV」を発表。
- 1999年5月13日 - 日産、ルネッサEVをベースにメタノール改質式の燃料電池車「ルネッサFCV」を開発、走行実験を開始したと発表。国内メーカーでは1996年のトヨタ・RAV4、1997年のマツダ・デミオFCEVに次いで3番目。またメタノールを燃料とするFCVとしては、1997年のダイムラークライスラーECAR3に次いで世界で2番目である。メタノール改質機は三菱化工機との共同開発。フューエルセルはカナダのバラード・パワー・システムズ製で、最高速度100km/h、走行距離300km。車両総重量はノーマル車に比べ+500kgの約2t、燃費効率はガソリン車の約80%。
- 2000年1月 - マイナーチェンジ。内外装の意匠変更のほか、SR20DE型エンジン搭載モデルのトランスミッションがCVTとなった。同時にAXISも一部改良され、アルミホイールのデザインがプレサージュAXISに採用されていたものと同様になる。
- 2001年
  - 9月 - 販売不振のため生産終了。在庫対応分のみの販売となる[2]。
  - 12月 - 販売終了。総販売台数は約4万台。翌年以降、日産のステーションワゴンはステージア、アベニール、ウイングロードが受け持っていたが、2018年以降は全て生産終了となっている[3]。

## 販売・評価等
発売当初は月に6,500台の販売目標を設定していたが、当初から月平均1,000台強と販売は低迷し、また、1999年（平成11年）の時点では月数百台ペースに落ち込み、2000年（平成12年）以降それが深刻化しており、末期には月数十台ペースまでに落ち込んでいた。
キャラクターコンセプトの中途半端さや高床式で開放感の無い室内等、各メディアでは相当酷評されていたのは確かだが、高床式故にSUVやミニバンの様な見晴らしの良さやヒップポイントの絶妙なポジション、後席のロングスライド機能でのゆったりとした足元空間、乗用車感覚で気負う事無く運転出来る気軽さ等で一部のユーザーからは人気を得ていた。又、後席のロングスライド機能を生かして、タクシーや送迎車・自治体の広報車等のビジネス用途にもルネッサは活用されていた事もある。
ルネッサと類似のコンセプトを持つ車種として、2列シートのミニバンである事やクロスオーバーSUVに近いデザインから、トヨタ・ナディアおよびハリアー、日産・ティーノ、ホンダ・CR-V、S-MX、エディックスおよびアヴァンシア、三菱・RVR等が挙げられ、ルネッサは同じ日産のアベニールやトヨタ・カルディナおよびビスタアルデオやホンダ・アコードワゴン等の本来のジャンルであるステーションワゴンのみならず、ハイトワゴンである前述のRVRやS-MXやナディアに同じく日産のティーノ、同じく日産のセレナとラルゴとプレーリーにトヨタ・イプサム及びエスティマ（「子エスティマ」と呼ばれているエスティマルシーダ及びエスティマエミーナも含む）やホンダ・オデッセイ及びステップワゴン等のミニバンや、前述のハリアーやCR-Vに同じく日産のテラノ等のクロスオーバーSUVともライバルになり得る様な幅広い競合関係となっていた。

## その他
テレビ朝日系列の特撮ドラマ「機界戦隊ゼンカイジャー」で、ルネッサの後期型が登場しており、スピン等のアクションを決めるも、その後別のライトバン（日産・バネット）と衝突して全壊するシーンが放送されている。
MBS「超!よしもと新喜劇」では吉本新喜劇メンバーによる停車時リムジンシート運用のアピールをメインとした番組限定CMを流していた。